# The Land of Steady Habits
The Land of Steady Habits es una película estadounidense de 2018 dirigida y coproducida por Nicole Holofcener con un guion de Holofcener, basado en la novela del mismo nombre por Ted Thompson. Tuvo su premier mundial en el Festival Internacional de Cine de Toronto el 12 de septiembre de 2018 y fue estrenada el 14 de septiembre de 2018, por Netflix.

## Sinopsis
Anders Harris es un padre de familia recién jubilado que decide que ha tenido suficientes hábitos rutinarios en su vida. Abandona a su mujer y, en busca de libertad y despojado de las comodidades de su vida anterior, se embarca en un viaje para reconciliar su pasado con su presente.

## Reparto
- Ben Mendelsohn como Anders Harris.
- Edie Falco como Helene Harris.
- Thomas Mann como Preston Harris.
- Elizabeth Marvel como Sophie Ashford.
- Michael Gaston como Mitchell Ashford.
- Charlie Tahan como Charlie Ashford.
- Bill Camp como Donny.
- Josh Pais como Larry Eastwood.
- Connie Britton como Barbara.
- Natalie Gold como Dana.
- Victor Slezak como Wes Thompsan.

## Producción
El 20 de agosto de 2014, se anunció que Nicole Holofcener escribiría y dirigiría una adaptación de la novela de Ted Thompson The Land of Steady Habits para Fox Searchlight. En enero de 2017, Ben Mendelsohn, Edie Falco, y Thomas Mann se unieron a la película, la cual, se reveló, fue financiada y distribuida por Netflix. En febrero de 2017, Connie Britton se integró al elenco. En marzo de 2017, Elizabeth Marvel se incorporó a la cinta.
El 17 de marzo de 2017, The Land of Steady Habits comenzó a rodarse en Tarrytown.

## Estreno
The Land of Steady Habits tuvo su premier mundial en el Festival Internacional de Cine de Toronto el 12 de septiembre de 2018. Fue estrenada exclusivamente para Netflix en 14 de septiembre de 2018.